# M. S. Factory, Valley
M. S. Factory, Valley («Завод „Долина“ Министерства поставок» — название связано с географическим расположение объекта) — комплекс сооружений, место исследования, разработки, производства, хранения химического и ядерного оружия в Великобритании.

## Географическое расположение
M. S. Factory, Valley был расположен во Флинтшире в Уэльсе, в бассейне реки Алин — одного из крупных притоков реки Ди. Ближайший населённый пункт — деревня Рхидимвин (Rhydymwyn) — ранее (с 1869 г.) была железнодорожной станцией (в 1964 — закрыта). Эта местность обладала богатыми запасами полезных ископаемых (залежи свинца, меди и никеля) и с 18 века здесь были расположены многочисленные шахты и литейный завод. Но с истощением запасов шахты и завод были закрыты.

## Создание M. S. Factory, Valley
В конце 30-х годов кабинетом премьер-министра Чемберлена была утверждена программа создания химического оружия, как ответ возможному применению Германией подобного оружия в предстоящей войне. Примерно в то же время правительством был приобретён участок земли около 35 гектар в районе долины реки Алин. Одной из причин выбора этого места являлось наличие толстого слоя известняков, где относительно просто можно строить подземные сооружения. В туннелях была построена фабрика по производству артиллерийских снарядов, начинённых горчичным газом (ипритом). Всего было построено около ста зданий в известняковых тоннелях и пещерах, соединённых железной дорогой (выходящей на общую железнодорожную магистраль), при этом на строительство было истрачено около 3 млн. ф.с. В 1941 г. предприятие было введено в эксплуатацию и получило название М. С. Фэктори Валей . После войны здесь располагались арсеналы трофейного немецкого химического оружия. С 1940 по 1959 гг. в туннелях находились большие контейнеры с горчичным газом. В зданиях R3 и R4 производился кислородный иприт. Всего за время существования здесь было произведено около 5,2 млн.шт химических боеприпасов.

## Ядерная программа
В феврале 1940 Фриш и Пеирлс подготовили меморандум о возможности создания ядерной бомбы, который получил председатель Комитета по научному обзору противовоздушной обороны. Было созвано совещание для рассмотрения британских действий по «проблеме урана», одним из решений было начать опыты по разделению изотопов урана с помощью газовой диффузии. Для этого было выделено свободное здание P6 в М. С. Фэктори Валей. Здесь в 1942 г. была пущена опытная установка по разделению изотопов урана в рамках проекта «Туннельные сплавы» (далее наработки полученные по этому проекту были использованы в «Манхеттенском проекте»). В проекте по созданию атомного оружия участвовало много эмигрировавших из Германии и со всей Европы учёных. К 1945 году в здании P6 находилось 4 обогатительные установки (общая стоимость 150000 ф.с.), которые затем были перемещены в Харуэлл.
После перевода обогатительных установок, закрытия производства химических боеприпасов, а затем и ликвидации складов химического оружия (в 1950-х годах) в M. S. Factory, Valley были организованы склады стратегических запасов (с середины 1960-х годов).

## Закрытие
В 1994 г. объект был окончательно закрыт, а здания — разрушены. Сейчас здесь организован природный заповедник.